# Yrkesakademin i Österbotten
Yrkesakademin i Österbotten (YA) är en skola i Svenska Österbotten som ägs och drivs av samkommunen Svenska Österbottens förbund för utbildning och kultur.
Skolan, som bildades 2009 genom sammanslagning av Svenska yrkesinstitutet, Korsnäs Kurscenter och Vocana, har fast verksamhet i Kristinestad, Närpes, Korsnäs, Vasa, Nykarleby, Pedersöre och Jakobstad. Yrkesakademin i Österbotten, som har omkring 300 anställda och omkring 2200 studerande (2010), erbjuder utbildning för unga och vuxna inom bland annat teknik, kommunikation, social- och hälsovård, kultur, naturbruk och miljö, turism, kosthåll och ekonomi.